# Acmaeodera virgo
Acmaeodera virgo es una especie de escarabajo del género Acmaeodera, familia Buprestidae. Fue descrita científicamente por Boheman en 1860.
Esta especie se encuentra en el continente asiático y africano.